# Alan Gorrie
Alan Edward Gorrie (né le 19 juillet 1946, à Perth, Écosse) est un bassiste, guitariste, claviériste et chanteur écossais. Il est un des membres fondateurs de Average White Band et reste l'un des deux seuls membres d'origine dans la formation actuelle.

## Histoire
Ayant déjà joué dans Forever More, Gorrie et Onnie McIntyre forment Average White Band à Londres en 1971. Ils deviennent un groupe à succès funk/R&B, figurant dans les classements de disques à l'échelle internationale avec l'album AWB et le single Pick up the Pieces.
En tant que membre de Forever More, Gorrie fait une apparition dans le film de 1970 de Lindsay Shonteff, Permissive, et a également composé la bande originale des films The Yes Girls (1971) and The Fast Kill (1972).
Au sein d'Average White Band, Alan Gorrie alterne les rôles de guitariste et bassiste avec Hamish Stuart (autre chanteur du groupe).
À la suite d'une prise accidentelle d'héroïne (croyant prendre de la cocaïne) Alan Gorrie fit une overdose le 23 septembre 1974 à laquelle il survécut parce que la chanteuse Cher le maintint conscient, tandis que le batteur Robbie McIntosh, ayant ingéré la même substance, y laissait la vie.

## Discographie partielle
- Yours - Forever More (1970)
- Words on Black Plastic (1970)
- Sleepless Nights (1985)